# 182122 Sepan
182122 Sepan este o planetă minoră (asteroid) din centura de asteroizi. A fost descoperită pe 26 august 2000 la Observatorio de Cerro Tololo⁠(d) de Marc Buie⁠(d). 
Obiectul prezintă o orbită caracterizată de o semiaxă mare de 2,867345619147 UAi, o excentricitate de 0,11, o înclinație de 9,4 ° în raport cu ecliptica.